# CD Tauri
CD Tauri (CD Tau) es un sistema estelar en la constelación de Tauro que se encuentra a 225 años luz del sistema solar.
Está compuesto por las estrellas CD Tauri A (HD 34335 / HIP 24663 / BD+19 886), de magnitud aparente +6,77, y CD Tauri B (HD 34335B / BD+19 886B), de magnitud +9,88.
CD Tauri A es, a su vez, una estrella binaria cuyas componentes son estrellas de tipo espectral F5 IV y F7 V (otros autores clasifican ambas estrellas como F6 V). La componente principal, 4,29 veces más luminosa que el Sol, tiene una masa de 1,44 masas solares y un radio un 80% más grande que el radio solar —valor que sugiere que es una subgigante abandonando la secuencia principal—.
Su acompañante, con 1,37 masas solares y un radio un 58% mayor que el radio solar, tiene el 78% de la luminosidad de su compañera.
La velocidad de rotación proyectada es de 28 y 26 km/s respectivamente.
El par constituye una binaria eclipsante cuyo período orbital es de 3,4351 días.
El eclipse principal y el secundario son prácticamente iguales, con una disminución de brillo de 0,57 y 0,54 magnitudes respectivamente.
CD Tauri B, visualmente a 10 segundos de arco de CD Tauri A, es probablemente una enana naranja de clase K2. Su masa equivale a un 74% de la masa solar.
Emplea más de 11.000 años en completar una órbita alrededor de la binaria eclipsante.
El sistema tiene una metalicidad semejante a la solar ([Fe/H] = +0,08) y su edad se estima en 3200 millones de años.